# Diplocolenus nigrifrons
Diplocolenus nigrifrons är en insektsart som beskrevs av Carl Ludwig Kirschbaum 1868. Diplocolenus nigrifrons ingår i släktet Diplocolenus och familjen dvärgstritar. Inga underarter finns listade i Catalogue of Life.